# Volume 6
Volume 6 é o quarto álbum de estúdio, e o sexto no geral, da banda musical brasileira Banda Calypso, lançado em outubro de 2004 através de sua editora discográfica independente Calypso Produções. As primeiras concepções do projeto tiveram início logo após o nascimento da primeira filha da vocalista Joelma com o guitarrista Ximbinha, Yasmin, em julho de 2004. 
As gravações do disco ocorreram em agosto de 2004, durante a licença-maternidade de Joelma, nos estúdios Digitape, em Belém, e Gravodisc, em São Paulo. Ximbinha e o tecladista Dedê foram os responsáveis peça produção musical do álbum, que apresenta uma sonoridade mais focada no gênero musical de assinatura da banda, o calypso, e em baladas, deixando de lado outros ritmos característicos como a cúmbia, a lambada, o carimbó, o zouk e o merengue.
Volume 6 conta com 13 faixas, das quais apenas "A Lua Me Traiu" foi lançada como single, tornando-se uma das canções mais demasiadamente executadas pelas estações de rádio do Brasil em 2005 e 2006. Apesar de não ter sido lançada como single, outro destaque do álbum é a canção "Minha Princesa", faixa dedicada a filha de Joelma e Ximbinha, que traz seu choro antes do último refrão. 
A promoção do disco se deu ao longo de 2005, em programas de televisão como Domingão do Faustão e Sabadaço. Em termos comerciais, Volume 6 mostrou-se um grande sucesso, sendo premiado com disco de diamante por vender 500 mil cópias, além de figurar entre os mais vendidos nas paradas de sucessos das publicações Billboard, Folha de S.Paulo e Época. Estima-se que o álbum tenha ultrapassado a marca de um milhão de cópias vendidas.

## Desenvolvimento e composição
Em 11 de julho de 2004, a vocalista Joelma deu à luz sua primeira filha com o guitarrista Ximbinha, Yasmin. Logo após, o casal começou a selecionar material para o sexto álbum da Banda Calypso. As gravações do disco ocorreram em agosto de 2004, durante a licença-maternidade de Joelma, nos estúdios Digitape, em Belém, e Gravodisc, em São Paulo, sob a produção musical de Ximbinha e do tecladista Dedê. Volume 6 apresenta uma sonoridade diferente dos álbuns anteriores, mostrando a banda mais focada em seu gênero musical de assinatura, o calypso, e deixando de lado outros ritmos característicos, como a cúmbia, a lambada, o carimbó, o zouk e o merengue, o que provocou críticas negativas em relação a sua estrutura musical, sendo referido como um álbum "mais calmo" e "sem muita diversidade".
O disco abre com a canção "A Lua Me Traiu", uma composição de Beto Caju e Jairon Neves. A faixa seguinte, "Se Quebrou", foi composta por Elias Muniz. Em entrevista para a revista Sucesso, Ximbinha falou do contentamento em ter Elias Muniz no time de compositores do álbum: "Pela primeira vez, estamos gravando canções de Elias Muniz, compositor que admiramos muito [...] Ele nos mandou um material de excelente qualidade e acabamos escolhendo seis composições, [...] Foi uma honra para nós poder contar no trabalho com um autor de peso como [ele]." Beto Caju também escreveu "Pra Todo Mundo Ver", a terceira faixa. A canção seguinte, "Você Me Enganou", é uma composição de Alberto Moreno. Elias Muniz também escreveu "Lágrimas de Amor". Alberto Moreno também compôs "Ainda Te Amo". "Beija-Flor" foi escrita por Louro Santos.
"Anjo Bandido", de Elias Muniz e Manoel Cordeiro, dá início às baladas do álbum. A faixa posterior, "Tudo de Novo", é uma composição de Tonny Brasil. "Fora de Controle" também foi composta por Elias Muniz. Escrita por Paulo Debétio e Paulinho Rezende, "Minha Princesa" é uma canção dedicada a filha recém-nascida de Joelma e Ximbinha, e traz seu choro antes do último refrão. "Deixa Eu Sonhar", de Edu Luppa, e "Bye Bye My Love", de Elias Muniz, encerram o álbum.

## Lançamento e promoção
Volume 6 chegou às lojas em outubro de 2004. A fim de promover o álbum, a Banda Calypso lançou "A Lua Me Traiu" como single no primeiro semestre de 2005, que figurou entre as 30 canções mais demasiadamente executadas nas estações de rádio de São Paulo, segundo medição publicada pelo jornal Folha de S.Paulo, tornando-se também uma das canções mais tocadas no Brasil em 2005 e 2006. A banda também esteve presente em vários programas de televisão. Joelma e Ximbinha apresentaram "A Lua Me Traiu" no Boa Noite Brasil em duas ocasiões, cuja primeira apresentação ocorreu em 14 de fevereiro de 2005. Em 6 de março de 2005, a banda divulgou o álbum e perfomou o single no Domingão do Faustão. Joelma e Ximbinha também divulgaram o disco e interpretaram a canção no Sabadaço em quatro ocasiões: a primeira apresentação ocorreu em 16 de abril de 2005; a segunda ocorreu em junho; a terceira em 13 de agosto; e a quarta no dia 1º de outubro. A banda também executou "A Lua Me Traiu" no Domingo Legal em duas ocasiões: a primeira apresentação ocorreu em 21 de agosto, enquanto a segunda ocorreu em 18 de setembro de 2005.

## Desempenho comercial

Joelma e Ximbinha recebendo disco de diamante pelas vendas do álbum

Em 6 de março de 2005, durante a primeira apresentação da Banda Calypso no Domingão do Faustão, Joelma e Ximbinha receberam discos de ouro, platina, duplo de platina e diamante pelas meio milhão de cópias vendidas do álbum. Em 2 de julho de 2005, a revista estadunidense Billboard publicou a informação de que o trabalho havia atingido o quinto lugar em vendas no Brasil. Em 15 de julho de 2005, Volume 6 alcançou o primeiro lugar entre os álbuns mais vendidos em São Paulo no ranking do jornal Folha de S.Paulo. Sua melhor posição na parada de álbuns da revista Época foi o terceiro lugar alcançado na semana de 19 a 25 de outubro de 2005. Segundo o Diário da Manhã, o álbum vendeu mais de um milhão de cópias.

## Lista de faixas
Lista de faixas e créditos adaptados do encarte do álbum.
| N.º            | Título               | Compositor(es)                 | Duração |  |
| 1.             | "A Lua Me Traiu"     | Beto Caju Jairon Neves         | 3:56    |  |
| 2.             | "Se Quebrou"         | Elias Muniz                    | 3:32    |  |
| 3.             | "Pra Todo Mundo Ver" | Beto Caju                      | 3:39    |  |
| 4.             | "Você Me Enganou"    | Alberto Moreno                 | 3:22    |  |
| 5.             | "Lágrimas de Amor"   | Elias Muniz                    | 3:13    |  |
| 6.             | "Ainda Te Amo"       | Alberto Moreno                 | 3:29    |  |
| 7.             | "Beija-Flor"         | Louro Santos                   | 3:23    |  |
| 8.             | "Anjo Bandido"       | Elias Muniz Manoel Cordeiro    | 3:40    |  |
| 9.             | "Tudo de Novo"       | Tonny Brasil                   | 3:26    |  |
| 10.            | "Fora de Controle"   | Elias Muniz                    | 4:08    |  |
| 11.            | "Minha Princesa"     | Paulo Debétio Paulinho Rezende | 4:14    |  |
| 12.            | "Deixa Eu Sonhar"    | Edu Luppa                      | 3:48    |  |
| 13.            | "Bye Bye My Love"    | Elias Muniz                    | 4:22    |  |
| Duração total: | Duração total:       | Duração total:                 | 48:06   |  |

## Créditos e pessoal
Créditos adaptados do encarte do álbum.
- Joelma – vocais principais, repertório
- Ximbinha – guitarra (faixas 1–7, 9–10), repertório, direção artística, arranjos (faixas 1, 3–4, 7–9), produção musical, produção executiva
- Dedê – teclado, arranjos (faixas 1–7, 10), gravação
- JR – bateria (faixas 1–7, 9–10)
- Hélio Silva – contrabaixo (faixas 1–7, 9–10)
- Laércio Costa – percussão
- Angela – vocais de apoio (faixas 1–10, 12–13)
- Sylvinha Araújo – vocais de apoio (faixas 1–10, 12–13)
- Ringo – vocais de apoio (faixas 1–10, 12–13)
- Nahor Oliveira – saxofone (faixa 3)
- François Lima – trombone (faixa 3)
- Cacá – trompete (faixa 3)
- Paulinho – violão (faixas 7–9, 11–13), guitarra (faixas 8, 11–13), arranjos (faixas 11–13)
- Albino Cézar – bateria (faixas 8, 11–13)
- Pedro Ivo – contrabaixo (faixas 8, 11–13)
- Luiz Ricardo – gravação
- Elcio Alvarez Filho – gravação
- Aquilino Simões Filho – gravação
- André Malaquias – gravação, assistência de mixagem
- Daniel Augusto – auxiliar de estúdio
- Cristiane Feris – coordenação de estúdios
- Ana Mello – coordenação de estúdios
- Oficina de Áudio e Vídeo – masterização digital
- Mouse – design gráfico
- Pedro Motta – direção de arte
- G. Moura – fotografias

## Desempenho nas paradas musicais

### Paradas semanais
| Parada musical (2005)     | Melhor posição |
| ------------------------- | -------------- |
| Brasil (Billboard)        | 5              |
| Brasil (Folha de S.Paulo) | 1              |
| Brasil (Época)            | 3              |

## Certificações e vendas
| País   | Certificação | Vendas     |
| ------ | ------------ | ---------- |
| Brasil | Diamante     | 1 000 000+ |